# 細鱗紅腹魚
細鱗紅腹魚（學名：Chrosomus neogaeus）為輻鰭魚綱鯉形目雅羅魚科真小鯉屬的其中一種，分布於北美洲加拿大南部和西北部到明尼蘇達州的地區，向南延伸到五大湖盆地附近的地區淡水流域，本魚明顯特徵為大而鈍的頭部，以及與其青銅和黑色身體的長度平行的深色橫帶，側線上可能有80多個鱗片，在繁殖季節，雄魚身體下側呈現出黃色和紅色，體長可達11公分，棲息在砂泥底質的溪流、湖泊、水塘底層水域，以昆蟲、浮游生物為食，繁殖期在春季。

## 扩展阅读
維基物種上的相關：細鱗紅腹魚